# Polisportiva Matera 1996-1997
Questa voce raccoglie le informazioni riguardanti la Polisportiva Matera nelle competizioni ufficiali della stagione 1996-1997.

## Rosa
| N. |                   | Ruolo | Calciatore         |
| -- | ----------------- | ----- | ------------------ |
|    | Italia (bandiera) | P     | Antonio Bruno      |
|    | Italia (bandiera) | P     | Carlo Cofano       |
|    | Italia (bandiera) | D     | Nicola Basile      |
|    | Italia (bandiera) | D     | Claudio Cevasco    |
|    | Italia (bandiera) | D     | Bruno Incarbona    |
|    | Italia (bandiera) | D     | Carlo Tafuni       |
|    | Italia (bandiera) | D     | Vincenzo Tagliente |
|    | Italia (bandiera) | D     | Diego Toledo       |
|    | Italia (bandiera) | D     | Angelo Torre       |
|    | Italia (bandiera) | C     | Vito Bitetto       |
|    | Italia (bandiera) | C     | Gaspare Cacciola   |
|    | Italia (bandiera) | C     | Christian Colmanet |
|    | Italia (bandiera) | C     | Carmine Dinoia     |
|    | Italia (bandiera) | C     | Marcello Esposito  |
|    | Italia (bandiera) | C     | Roberto Genco      |
|    | Italia (bandiera) | C     | Alessandro Gigante |

| N. |                   | Ruolo | Calciatore              |
| -- | ----------------- | ----- | ----------------------- |
|    | Italia (bandiera) | C     | Nunzio La Torre         |
|    | Italia (bandiera) | C     | Matteo Lauriola         |
|    | Italia (bandiera) | C     | Marco Licata D'Andrea   |
|    | Italia (bandiera) | C     | Giuseppe Lo Polito      |
|    | Italia (bandiera) | C     | Sandro Mazzoni          |
|    | Italia (bandiera) | C     | Ciro Muro               |
|    | Italia (bandiera) | C     | Giorgio Olivari         |
|    | Italia (bandiera) | C     | Domenico Onofrio        |
|    | Italia (bandiera) | C     | Corrado Porretto        |
|    | Italia (bandiera) | A     | Gianfranco Bellacicco   |
|    | Italia (bandiera) | A     | Marcello Lucio Di Renzo |
|    | Italia (bandiera) | A     | Giovanni Ianuale        |
|    | Italia (bandiera) | A     | Paolo Marchesini        |
|    | Italia (bandiera) | A     | Alessandro Muoio        |
|    | Italia (bandiera) | A     | Alessandro Parisi       |
|    | Italia (bandiera) | A     | Alvaro Zian             |

## Risultati

### Serie C2

#### Girone di andata
| 1ª giornata | Catanzaro | 1 – 0 | Matera |  |

| 2ª giornata | Matera | 1 – 2 | Albanova |  |

| 3ª giornata | Gela J.T. | 1 – 1 | Matera |  |

| 4ª giornata | Matera | 0 – 1 | Teramo |  |

| 5ª giornata | Bisceglie | 0 – 0 | Matera |  |

| 6ª giornata | Catania | 1 – 1 | Matera |  |

| 7ª giornata | Matera | 1 – 0 | Taranto |  |

| 8ª giornata | Viterbese | 3 – 1 | Matera |  |

| 9ª giornata | Matera | 0 – 0 | Turris |  |

| 10ª giornata | Matera | 3 – 0 | Frosinone |  |

| 11ª giornata | Castrovillari | 1 – 1 | Matera |  |

| 12ª giornata | Matera | 2 – 1 | Casertana |  |

| 13ª giornata | Benevento | 3 – 1 | Matera |  |

| 14ª giornata | Matera | 1 – 1 | Altamura |  |

| 15ª giornata | Marsala | 0 – 0 | Matera |  |

| 16ª giornata | Matera | 2 – 1 | Battipagliese |  |

| 17ª giornata | Chieti | 1 – 0 | Matera |  |

#### Girone di ritorno
| 18ª giornata | Matera | 0 – 0 | Catanzaro |  |

| 19ª giornata | Albanova | 1 – 0 | Matera |  |

| 20ª giornata | Matera | 0 – 2 | Gela J.T. |  |

| 21ª giornata | Teramo | 1 – 1 | Matera |  |

| 22ª giornata | Matera | 2 – 0 | Bisceglie |  |

| 23ª giornata | Matera | 5 – 1 | Catania |  |

| 24ª giornata | Taranto | 1 – 1 | Matera |  |

| 25ª giornata | Matera | 1 – 0 | Viterbese |  |

| 26ª giornata | Turris | 1 – 0 | Matera |  |

| 27ª giornata | Frosinone | 1 – 3 | Matera |  |

| 28ª giornata | Matera | 1 – 1 | Castrovillari |  |

| 29ª giornata | Casertana | 1 – 0 | Matera |  |

| 30ª giornata | Matera | 1 – 0 | Benevento |  |

| 31ª giornata | Altamura | 2 – 0 | Matera |  |

| 32ª giornata | Matera | 0 – 0 | Marsala |  |

| 33ª giornata | Battipagliese | 2 – 1 | Matera |  |

| 34ª giornata | Matera | 1 – 1 | Chieti |  |

### Coppa Italia Serie C
| 24 agosto 1996 Primo turno - andata | Matera | 0 – 0 | Altamura |  |

| 28 agosto 1996 Primo turno - ritorno | Altamura | 2 – 0 | Matera |  |

## Statistiche

### Statistiche di squadra
| Competizione         | Punti | In casa | In casa | In casa | In casa | In casa | In casa | In trasferta | In trasferta | In trasferta | In trasferta | In trasferta | In trasferta | Totale | Totale | Totale | Totale | Totale | Totale | DR |
| Competizione         | Punti | G       | V       | N       | P       | Gf      | Gs      | G            | V            | N            | P            | Gf           | Gs           | G      | V      | N      | P      | Gf     | Gs     | DR |
| -------------------- | ----- | ------- | ------- | ------- | ------- | ------- | ------- | ------------ | ------------ | ------------ | ------------ | ------------ | ------------ | ------ | ------ | ------ | ------ | ------ | ------ | -- |
| Serie C2             | 40    | 17      | -       | -       | -       | -       | -       | 17           | -            | -            | -            | -            | -            | 34     | 9      | 13     | 12     | 32     | 32     | 0  |
| Coppa Italia Serie C | -     | 1       | 0       | 1       | 0       | 0       | 0       | 1            | 0            | 0            | 1            | 0            | 2            | 2      | 0      | 1      | 1      | 0      | 2      | -2 |
| Totale               | -     | 18      | -       | -       | -       | -       | -       | 18           | -            | -            | -            | -            | -            | 36     | 9      | 14     | 13     | 32     | 34     | -2 |

### Statistiche dei giocatori
| Giocatore          | Primera División | Primera División | Coppa Italia Serie C | Coppa Italia Serie C | Totale   | Totale |
| Giocatore          | Presenze         | Reti             | Presenze             | Reti                 | Presenze | Reti   |
| ------------------ | ---------------- | ---------------- | -------------------- | -------------------- | -------- | ------ |
| N. Basile          | 12               | 3                | ?                    | ?                    | 12+      | 3+     |
| G. Bellacicco      | 21               | 1                | ?                    | ?                    | 21+      | 1+     |
| V. Bitetto         | 27               | 0                | ?                    | ?                    | 27+      | 0+     |
| A. Bruno           | 32               | -?               | ?                    | ?                    | 32+      | 0+     |
| G. Cacciola        | 29               | 6                | ?                    | ?                    | 29+      | 6+     |
| C. Cevasco         | 1                | 0                | ?                    | ?                    | 1+       | 0+     |
| C. Cofano          | 2                | -?               | ?                    | ?                    | 2+       | 0+     |
| C. Colmanet        | 3                | 0                | ?                    | ?                    | 3+       | 0+     |
| C. Dinoia          | 11               | 0                | ?                    | ?                    | 11+      | 0+     |
| M. Di Renzo        | 2                | 0                | ?                    | ?                    | 2+       | 0+     |
| M. Esposito        | 26               | 0                | ?                    | ?                    | 26+      | 0+     |
| R. Genco           | 26               | 4                | ?                    | ?                    | 26+      | 4+     |
| A. Gigante         | 3                | 0                | ?                    | ?                    | 3+       | 0+     |
| G. Ianuale         | 9                | 1                | ?                    | ?                    | 9+       | 1+     |
| B. Incarbona       | 31               | 1                | ?                    | ?                    | 31+      | 1+     |
| N. La Torre        | 17               | 0                | ?                    | ?                    | 17+      | 0+     |
| M. Lauriola        | 18               | 0                | ?                    | ?                    | 18+      | 0+     |
| M. Licata D'Andrea | 1                | 0                | ?                    | ?                    | 1+       | 0+     |
| G. Lo Polito       | 20               | 4                | ?                    | ?                    | 20+      | 4+     |
| P. Marchesini      | 2                | 0                | ?                    | ?                    | 2+       | 0+     |
| S. Mazzoni         | 12               | 1                | ?                    | ?                    | 12+      | 1+     |
| A. Muoio           | 5                | 0                | ?                    | ?                    | 5+       | 0+     |
| C. Muro            | 8                | 0                | ?                    | ?                    | 8+       | 0+     |
| G. Olivari         | 16               | 0                | ?                    | ?                    | 16+      | 0+     |
| D. Onofrio         | 13               | 0                | ?                    | ?                    | 13+      | 0+     |
| A. Parisi          | 16               | 1                | ?                    | ?                    | 16+      | 1+     |
| C. Porretto        | 1                | 0                | ?                    | ?                    | 1+       | 0+     |
| C. Tafuni          | 26               | 0                | ?                    | ?                    | 26+      | 0+     |
| V. Tagliente       | 23               | 2                | ?                    | ?                    | 23+      | 2+     |
| D. Toledo          | 28               | 0                | ?                    | ?                    | 28+      | 0+     |
| A. Torre           | 1                | 0                | ?                    | ?                    | 1+       | 0+     |
| A. Zian            | 22               | 7                | ?                    | ?                    | 22+      | 7+     |